# شارلوت لارنس
شارلوت سارا لارنس (به انگلیسی: Charlotte Sarah Lawrence؛ زاده ۸ ژوئن ۲۰۰۰) خواننده، ترانه‌سرا و مدل آمریکایی است.

## اوایل زندگی
شارلوت لارنس در شهر لس آنجلس در ایالت کالیفرنیا بزرگ شد. او فرزند کریستا میلر و بیل لارنس است.

## فعالیت‌ها
شارلوت با آی‌ام‌جی مادلز همکاری می‌کند. او تا به حال در مجلاتی مانند وگو و هارپرز بازار به عنوان مدل ظاهر شده است.